# KÓD Teátrum
A Kód Teátrum a Giving Hungary Alapítvány által 2017-ben alapított és azóta fenntartott színházi alkótóműhely.

## A színház
Budapest IX. kerületében, a Páva utca 8. szám alatt álló a PávaPoint irodaház-ba, a végleges megalakulásukatt követően költözött be a társulat. Az épület második emeletén lévő Abacusan Stúdió szintjén lévő oktató terem ad otthont a színházi alkotófolyamatoknak, előadásoknak, valamint koncerteknek. 

### Alapító, fenntartó és partnerek
A Büti István által vezetett Giving Hungary Alapítvány foglalkozik a KÓD Teátrum fenntartásával, a technikai és művészeti eszközök finanszírozásával. 
A színház szoros kapcsolatban áll állandó partnerével, az Abacusan Stúdióval, amely oktatási, képzési, ismeretterjesztő és családi programokat, komplex vetélkedőket, táborokat szervez. 
Erasmus+ projektek keretein belül szerzett pályázati támogatás előadásokra.

### Működésük
A társulat az élet mindenféle területéről érkezett fiatalokból áll. A társulatban amatőr színjátszók mellett, dolgoznak képzett drámapedagógusok és színészek. 
,,Egy budapesti gimnázium drámatagozatosaiból alakuló társulatként kezdtük, majd folyamatos bővülés és fluktáció mellett alakult ki a fő iráányvonal és a társulat."
```
Előadások tematikája és célja. Az előadások két fő témakör köré csoportosulnak:
```

1. Digitális világ és ifjúság. Az egyik csoport a digitális tér, az emberi kapcsolatok és az ifjúsági közösségek valós működését és veszélyeit mutatja be. Ezek az előadások a mai fiatalság számára tükröt tartva, a tudatosabb technológiahasználat elősegítését célozzák.
2. Kortárs és klasszikus drámák. A másik csoport kortárs és klasszikus drámák, illetve színdarabok színpadra állításával foglalkozik. Az előadások meghirdetett időpontokban bárki számára megtekinthetők, a pedagógusok számára pedig ingyenes a belépés. Ezen túlmenően lehetőség van előre egyeztetett időpontban zártkörű előadások szervezésére iskolák vagy osztályok részére, akár a színház saját termében, akár az igényeknek megfelelően más helyszínen.

## Társulat (2024/2025)
- Igazgató- A Kód Teátrum fenntartójának vezetője: Büti István[3]
- Pedagógiai tanácsadó, partnervállalat vezető: Sugár Sára
- Rendező- művészeti vezető: Nagy L. Tamás
- Társulat- és műszaki vezető: Szandavári Balázs
- Tréner, rendező-asszisztens: Somodi Hanna

### Színészek
- Bácsics Regina
- Burka Mátyás
- Csongrádi Petra
- Djerdj Andrej
- Darai Márk
- Figeczky Anna
- Gombás Artúr
- Juhász Eszter
- Angilella Katerina
- Hulik Ádám
- Kruppi Anna
- Majkó Dóra
- Nógrádi Gergely
- Patyi Kamilla
- Penczi Balázs
- Petri Flóra
- Sándor Bíborka
- Skodák Ákos
- Szabó Bence
- Szőke Helga
- Turák-Szűcs Lili
- Varga Virág
- Zékány Brúnó

## Zenekar
A társulatnak saját zenekara van, akik külső helyszíneken is számos alkalommal, de legtöbbször a színházban lépnek föl. Ez az öt tagú zenekar a KÓDORGÓ, amelynek neve a KÓD Teátrum nevére utalva alkot egy játékos bandanevet.

### KÓDORGÓ zenekar
- Darai Márk
- Fülöp Noémi (KÓDORGÓ zenekar énekes)
- Nógrádi Gergely (zenész, KÓDORGÓ zenekar)
- Csurgó Cintia (KÓDORGÓ zenekar: énekes)
- Vargha Viktor (KÓDORGÓ zenekar, billentyűs, énekes)

## Igazgatói
• Büti István (2017- )

## Bemutatók[5]

### 2024/2025
- Tasnádi István: Közellenség című műve nyomán: Uszítás (Rendező: Nagy L. Tamás) - Bemutató: 2025.03.16
- Bereményi Géza: Apacsok című műve nyomán: Indián [6](Rendező: Nagy L. Tamás) - Bemutató: 2024.10.23.
- A társulat improvizációi alapján: D*KK P*KK (Rendező: Nagy L. Tamás) - Bemutató: 2024.06.02.
- Paul Foster I. Erzsébet című műve nyomán: elsőerzsébet (Rendező: Nagy L. Tamás) - Bemutató: 2023.11.12.

### Korábbi előadások[7]
- A társulat improvizációi alapján: Ismeretlenek (Rendező: Nagy L. Tamás) - Bemutató: 2018. november 21.
- Jane Teller Semmi c. műve nyomán: SEMMI (Rendező: Nagy L. Tamás) - Bemutató: 2019.03.21.
- +adott1lány (Rendező: Nagy L. Tamás) - Bemutató: 2019.04.16.
- Mazsi's Journeys (Rendezte: Darabos Petra és Keszte Bálint) - Bemutató: 2020.01.30.
- Megérett a posztolásra? (Rendezte: Farkas Máté és Nagy L. Tamás) Bemutató: 2021.12.05.
- Az Erasmus+ program támogatásával, a STAGE projekt keretében: Elaludtak az angyalok? (Rendező: Nagy L. Tamás) 2022.02.27.
- Arthur Miller Salemi boszorkányok műve nyomán: SALEM (Rendezte: Farkas Máté és Nagy L. Tamás) 2022.10.23.
- Agota Kristóf A nagy füzet című műve nyomán: Gyakorlatok (Rendező: Nagy L. Tamás)  2023.02.19.
- Németh Ákos: Müller táncosai című műve nyomán: MÜLLER -szemelvények egy lakásból- (Rendezte: Farkas Máté) 2023.04.23.
- Shakespeare – Szentivánéji álom című műve nyomán: Szerelem a semmittevésben (Rendezte: Szandavári Balázs) 2023.06.19.
- Kárpáti Péter - Szörprájzparti c. műve alapján: JORCSOJSZ! Avagy kolbászos csípőspaprikás (Rendezte: Boda Tibor, Farkas Máté) Bemutató: 2023.12.03.